# Sif (dunaire)
Pour les articles homonymes, voir Sif.

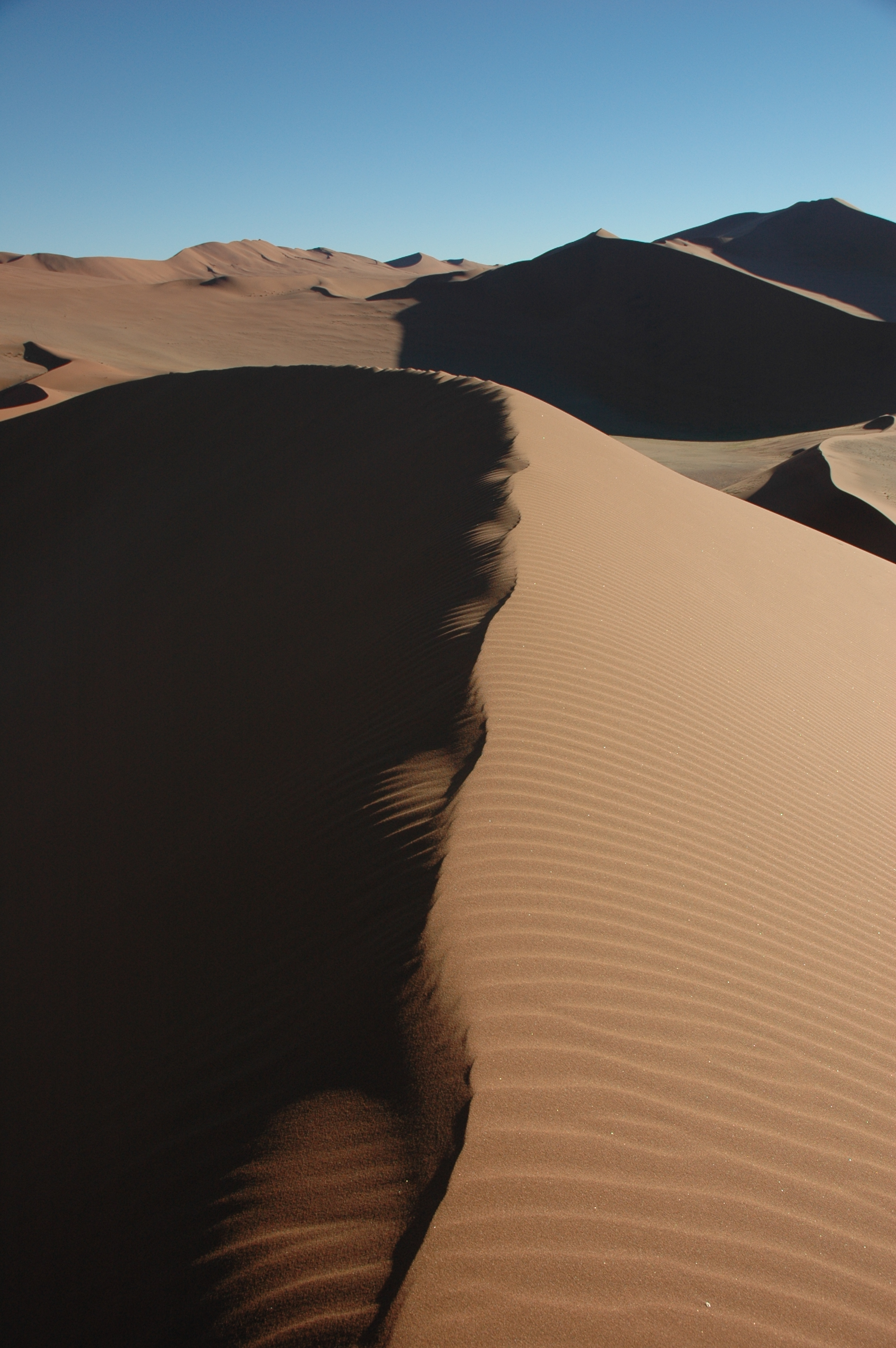
Le sif d'une dune.

Le sif (plur. « siouf ») est la partie sommitale des dunes. Il sépare la partie en pente douce (pente « au vent ») de la partie en pente raide (pente « sous le vent »). Il s'agit de longs cordons dunaires,. Ces accumulations éoliennes sableuses appartiennent aux modelés éoliens en géomorphologie dynamique.

## Synonymes
Le terme, d'origine arabe (Sahara), appartient au vocabulaire de la géomorphologie et plus précisément du système éolien. 

## Formes et formation géomorphologiques
Les siouf s'inscrivent dans la morphologie des ergs (nefoud en Arabie et koum en Asie centrale), immenses champs de dunes continentales qui peuvent s'étendre sur plusieurs dizaines de milliers de kilomètres carrés et qui combinent diverses formes de dunes dans un contexte de climat aride.
La source de sable dépend de la direction du vent et de la topographie, et peut donner naissance à des barkhanes ou à des dunes linéaires (siouf). Si pour les dunes linéaires la direction est oblique par rapport au vent résultant annuel et que le mouvement d'une dune linéaire se fait par allongement, dans le cas du ghourd ou rhoud, il n'y a pas de direction dominante du vent et il prend une forme étoilée.

## Exemples de sif (siouf)

### Au Sahara
- dans le Grand Erg Occidental
- dans le Grand Erg Oriental :

### En Asie centrale et Arabie
- dans le désert de Gobi
- dans le désert du Karakoroum
- dans le désert de Badain Jaran :
- dans le désert de Taklamakan (Xinjiang)
- dans le Roub el Khali

### En Australie
- dans le désert de Simpson